# Pontopolycope mylax
Pontopolycope mylax is een mosselkreeftjessoort uit de familie van de Polycopidae. De wetenschappelijke naam van de soort is voor het eerst geldig gepubliceerd in 1992 door Kornicker & Iliffe.